# Jacqueline Vaissière
Jacqueline Vaissière est une phonéticienne française née le 24 août 1946 à Mont-Saint-Martin.

## Biographie
Jacqueline Vaissière étudie l'informatique et la traduction automatique au Centre d’Études et de Traduction Automatique de l'Université de Grenoble et prépare une thèse sous la direction de Bernard Vauquois qu'elle soutient en 1971. 
Elle rejoint le laboratoire de Ken Stevens (en) au MIT et s'y spécialise en phonétique acoustique,.
Elle devient enseignante-chercheuse à la Sorbonne Nouvelle et à la suite de René Gsell, elle dirige, à partir de 1990, le laboratoire de phonétique et phonologie de l'institut de linguistique et phonétique générales et appliquées. 
Au cours de sa carrière elle dirige plus de 30 thèses de doctorat jusqu'à soutenance.

## Distinctions
- 2009 : Médaille d'argent du CNRS[5].
- 2010 : Élection à l'Institut Universitaire de France[6].
- 2011 :  Chevalier de la Légion d'honneur[7].
- 2015 :  Officier de l'ordre national du Mérite[8].

## Publications
- Jacqueline Vaissière, La Phonétique, Presses universitaires de France, coll. « Que sais-je ? », 2006, 125 p. (ISSN 0768-0066)